# Michael Drayer
Michael Drayer (* 19. März 1986 in New York City, New York) ist ein US-amerikanischer Schauspieler.

## Leben und Karriere
Michael Drayer wurde im New Yorker Stadtbezirk Staten Island geboren und ist seit 2004 als Schauspieler aktiv. Nach einigen Gastauftritten, etwa in Third Watch – Einsatz am Limit, Criminal Intent – Verbrechen im Visier und einer wiederkehrenden Rolle in Die Sopranos, übernahm er erstmals in Der Klang des Herzens und The Wrestler – Ruhm, Liebe, Schmerz kleine Filmnebenrollen.
In der Folge übernahm Drayer vor allem Rollen in Kurzfilmen und spielte kleine Seriennebenrollen, so etwa in Made in Jersey, The Following, Deception, Aquarius oder Vinyl. Größere Bekanntheit erlangte er allerdings vor allem als Hacker Cisco in der Thriller-Serie Mr. Robot oder als Eddie in Sneaky Pete.

## Filmografie (Auswahl)
- 2004: Third Watch – Einsatz am Limit (Third Watch, Fernsehserie, Episode 6x10)
- 2005: Johnny Zero (Fernsehserie, Episode 1x02)
- 2007: Die Sopranos (The Sopranos, Fernsehserie, 4 Episoden)
- 2007: Der Klang des Herzens (August Rush)
- 2008: Criminal Intent – Verbrechen im Visier (Criminal Intent, Fernsehserie, Episode 7x20)
- 2008: The Wrestler – Ruhm, Liebe, Schmerz (The Wrestler)
- 2009: The Unusuals (Fernsehserie, Episode 1x09)
- 2010: Treasure of the Black Jaguar
- 2010: Royal Pains (Fernsehserie, Episode 2x03)
- 2010: Louie (Fernsehserie, Episode 1x09)
- 2010: White Irish Drinkers
- 2011: Person of Interest (Fernsehserie, Episode 1x01)
- 2012: NYC 22 (Fernsehserie, 2 Episoden)
- 2012: Made in Jersey (Fernsehserie, 6 Episoden)
- 2013: The Following (Fernsehserie, 3 Episoden)
- 2013: Deception (Fernsehserie, 9 Episoden)
- 2013: Das Wunder von New York (Al Is Bright)
- 2014: Leben und Sterben in God’s Pocket (God’s Pocket)
- 2014: The Miracle Man
- 2015: Aquarius (Fernsehserie, 3 Episoden)
- 2015: Condemned
- 2015–2017: Mr. Robot (Fernsehserie, 12 Episoden)
- 2015–2017: Sneaky Pete (Fernsehserie, 10 Episoden)
- 2016: Shades of Blue (Fernsehserie, 4 Episoden)
- 2016: Vinyl (Fernsehserie, 5 Episoden)
- 2016: Nerve
- 2017: Timeless (Fernsehserie, Episode 14x20)
- 2017: Sidney Hall
- 2017: Navy CIS (NCIS, Fernsehserie, Episode 14x20)
- 2017: Wisdom of the Crowd (Fernsehserie, Episode 1x03)
- 2018: Blindspot (Fernsehserie, Episode 3x19)
- 2018: Bull (Fernsehserie, Episode 3x08)
- 2019: Claws (Fernsehserie, 4 Episoden)
- 2019: Navy CIS: L.A. (Fernsehserie, Episode 11x07)
- 2020: A Million Little Things (Fernsehserie, 2 Episoden)
- 2021: Chicago P.D. (Fernsehserie, Episode 8x07)
- 2021: Catch the Fair One – Von der Beute zum Raubtier (Catch the Fair One)
- 2021: The Equalizer (Fernsehserie, Episode 2x03)